# Сергеев, Николай Сергеевич
Никола́й Серге́евич Серге́ев (9 февраля 1920 — 21 февраля 2007) — советский военачальник, участник Великой Отечественной войны, венгерских событий 1956 года, операции «Дунай» и Холодной войны. Генерал-майор.

## Биография

### Ранние годы
Николай Сергеев родился 9 февраля 1920 года в селе Советское Ленинского района Северо-Казахстанской области в крестьянской семье.
Окончил 7 классов средней школы и поступил в техникум советской торговлив городе Фрунзе. По окончании которого (1939) , работал товароведом в городе Пржевальске.
В ноябре 1939 года был призван в Красную Армию место призыва: Карасуйский РВК, Киргизская ССР, Ошская область, Карасуйский район. Служил в Киевском особом военном округе наводчиком орудия в артполку 130-й стрелковой дивизии. В феврале 1940 года был направлен во 2-е Свердловское пехотное училище.

### Участие в Великой Отечественной войне
Лейтенант Сергеев Н. С. в июле 1941 года закончил 2-е Свердловское пехотное училище и был назначен командиром разведывательной роты 311-й стрелковой дивизии Северо-Западного фронта.
Был тяжело ранен и эвакуирован на санитарном поезде в город Кызыл, где с ноября 1941 года по январь 1942 года находился на излечении в госпитале.
В январе 1942 года назначен командиром разведывательной роты в 175-ю стрелковую дивизию. Под Харьковом дивизия попала в окружение. Разведрота Н. С. Сергеева сумела выйти к своим войскам в районе Сталинграда и влилась в состав формировавшейся 169-й стрелковой дивизии 64-й армии. Разведчикам был дан приказ захватить пленного. В ходе дерзкой вылазки в тыл противника в результате скоротечного боя разведгруппе Н. С. Сергеева удалось захватить и доставить в штаб дивизии пленного немецкого офицера. При выполнении этого задания Сергеев Н. С. был ранен, но остался в строю, и в октябре 1942 года его назначают помощником начальника разведки 169-й стрелковой дивизии.
После Сталинградской битвы в ноябре 1942 года 169-я стрелковая дивизия была направлена на Брянский фронт и вошла в состав 63-й армии. Летом 1943 года дивизия принимала участие в Орловской стратегической наступательной операции (операция «Кутузов»), в результате которой были освобождены Орёл и Белгород (в честь этого события в Москве прогремел первый салют). С октября 1943 года член ВКП(б).
В июне 1944 года Н. С. Сергеева назначают начальником разведки 129-й Орловской стрелковой дивизии. Дивизия участвует в Белорусской наступательной операции (операция «Багратион»). После разгрома Бобруйской группировки дивизия, двигаясь стремительным маршем на запад, преследовала противника, сбивая его с промежуточных рубежей. 14 июля 1944 года дивизия освобождает Волковыск, 26 июля — Белосток. К 5 сентября дивизия выходит на реку Нарев в районе города Рожан и выводится в резерв 2-го Белорусского фронта.
В 1945 году 129-я сд в составе 3-й армии 3-го Белорусского фронта участвует в Восточно-Прусской операции. В этой операции разведчики Сергеева успешно выполнили поставленные перед ними боевые задачи. В марте 1945 года дивизия вышла к заливу Фриш-Гаф и участвовала в штурме Кёнигсберга.
После взятия Кёнигсберга дивизия начала стремительное наступление на запад. В районе Франкфурт-на-Одере разведчики дивизии форсировали реку Одра, после чего началось наступление на Берлин. После взятия Берлина дивизия продолжала наступление и уже 4 мая 1945 года вышла на реку Эльба в районе г. Бург, где встретилась с американскими войсками. День Победы Николай Сергеевич Сергеев встретил в звании майора.

### После войны
В 1946 году майор Сергеев Н. С. направлен в Москву на Высшие разведывательные курсы Генштаба, после окончания которых в 1947 году он получает назначение в Брест начальником штаба мотострелкового батальона.
В 1948 году направлен в ГСОВГ Германию на должность помощника коменданта немецкого города Ауэ (Саксония).
В 1950 году Н. С. Сергеев — начальник разведки 161-й стрелковой дивизии Прикарпатского военного округа, дислоцированной в г. Изяслав Хмельницкой области.
В 1951—1954 годах Сергеев Н. С. учился на разведывательном факультете в Военной академии имени М. В. Фрунзе. 
После окончания академии служил начальником штаба полка, а затем командиром полка, дислоцированного в городе Тимишоара (Румыния). В 1956 году участвовал в Венгерских событиях 1956 года.
В 1961 году Сергеев Н. С. назначен в Одесский военный округ заместителем командира 59-й гв. мотострелковой дивизии (г. Тирасполь).
В 1963 году он становится самым первым командиром сформированной к тому времени в ГСВГ 6-й отдельной мотострелковой бригады Берлин Карлхорст.
В 1965 году в честь 20-летия Победы советского народа в Великой Отечественной войне в Берлине проводится парад советских войск, в котором участвует 6-й отдельная мотострелковая бригада. На параде присутствует Председатель Совета Министров СССР А. Н. Косыгин. За хорошую подготовку бригады к параду А. Н. Косыгин награждает полковника Сергеева Н. С. Почётной грамотой Совета Министров СССР.
В 1966 году полковник Сергеев Н. С. был назначен командиром 14-й гв. мотострелковой дивизии 20-й гв. ОА ГСВГ.
В 1967 году командиру 14-й гв. мсд полковнику Сергееву Н. С. было присвоено воинское звание генерал-майор.
5 мая 1968 года дивизия по приказу Министра обороны была поднята по боевой тревоге и выведена на границу с Чехословакией. 20 августа 1968 года дивизии было приказано войти на территорию ЧССР с целью прикрыть западную границу Чехословакии с ФРГ, при этом не допустить выход частей чехословацкой армии из мест их расположения. Задача была выполнена, и дивизия вернулась в Ютербог к месту своей постоянной дислокации. За отличное выполнение боевой задачи, интернационального долга по защите социалистических завоеваний в Чехословакии и за умелое руководство дивизией комдив Н. С. Сергеев получил благодарность Министра обороны Маршала Советского Союза Гречко А. А. от 17 октября 1968 года, а вскоре награждён орденом Красного Знамени.
В 1969 году Н. С. Сергеев назначен в Москву в Главное управление боевой подготовки Сухопутных войск и назначен начальником 1-го отдела управления боевой подготовки.
В 1977 году генерал-майор Сергеев Н. С. был уволен из Вооруженных Сил по состоянию здоровья.

### После службы
С 1977 года по 1985 год работал начальником отдела кадров Всесоюзного заочного машиностроительного института. При этом активно участвовал в общественной деятельности.
В 1978 году Николай Сергеевич Сергеев был избран председателем Совета ветеранов 129-й стрелковой Орловской Краснознаменной ордена Кутузова дивизии.
В 1979 году Н. С. Сергеев стал Почётным гражданином г. Волковыска (Гродненская область Республика Беларусь).
С 1980 года являлся заместителем председателя Объединенного совета народного ополчения Московского комитета ветеранов войны. За большую военно-патриотическую работу Сергеев Н. С. был награждён орденом Почета Российской Федерации. В ноябре 2002 года Высший совет форума «Общественное признание» под председательством академика Е. П. Велихова отметил его плодотворную деятельность Дипломом и Почетным знаком Лауреата.
Умер 21 февраля 2007 года.

## Награды
- Орден «За заслуги перед Отечеством» 2 степени
- Орден Почёта
- Орден Красного Знамени[2] (7.6.1945)
- Орден Красного Знамени
- Орден Отечественной войны I степени[3]
- Орден Отечественной войны I степени[4] (6.4.1985)
- Орден Отечественной войны II степени[5]
- Орден Отечественной войны II степени[6] (13.2.1945)
- Орден Красной Звезды[7]
- Орден Красной Звезды
- Медаль За боевые заслуги
- Медаль «За оборону Сталинграда»
- Медаль «За взятие Кёнигсберга»
- Медаль «В ознаменование 100-летия со дня рождения Владимира Ильича Ленина»
- Медаль «За победу над Германией в Великой Отечественной войне 1941—1945 гг.» (9 мая 1945[8])
- Юбилейная медаль «Двадцать лет Победы в Великой Отечественной войне 1941—1945 гг.» (7 мая 1965[9])
- Юбилейная медаль «Тридцать лет Победы в Великой Отечественной войне 1941—1945 гг.»[10]
- Медаль «Сорок лет Победы в Великой Отечественной войне 1941-1945 гг.»[11]
- Юбилейная медаль «50 лет Победы в Великой Отечественной войне 1941—1945 гг.»[12]
- Медаль «За взятие Кёнигсберга» (9 июня 1945[13])
- Медаль «Ветеран Вооружённых Сил СССР»
- Медаль «30 лет Советской Армии и Флота».[14]
- Юбилейная медаль «40 лет Вооружённых Сил СССР»[15]
- Юбилейная медаль «50 лет Вооружённых Сил СССР» (26 декабря 1967[16])
- Юбилейная медаль «60 лет Вооружённых Сил СССР» (28 января 1978[17])
- Юбилейная медаль «70 лет Вооружённых Сил СССР» (28 января 1988[18])
- Медаль «За безупречную службу» I степени

- и др. медали

- два ордена ГДР.